# بورش
بورش (به فرانسوی: Bœrsch) یک کمون در فرانسه است که در Unterelsaß واقع شده‌است. بورش ۲۳٫۳۵ کیلومتر مربع مساحت دارد.